# Highfield-Festival

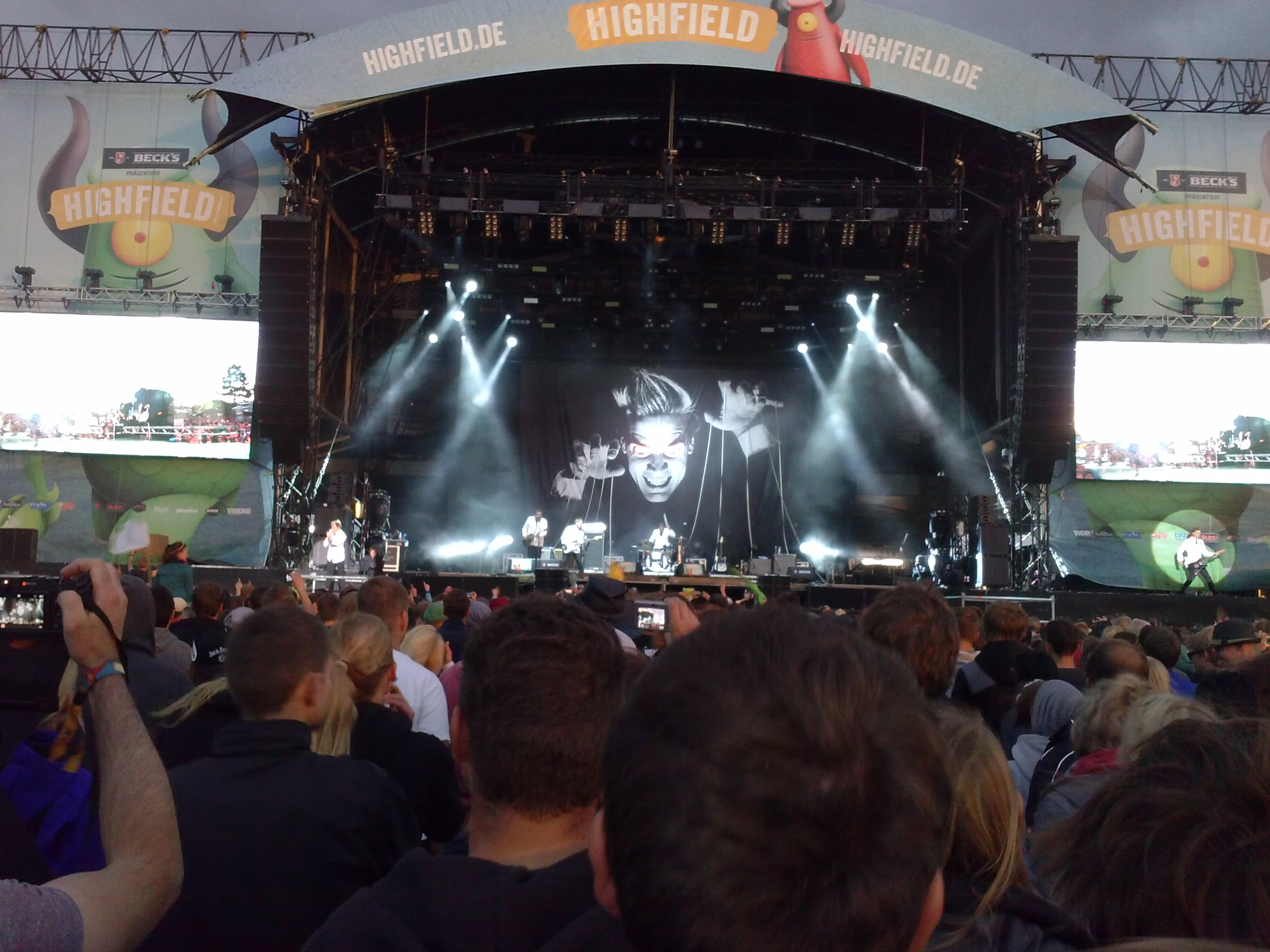
The Hives live auf dem Highfield-Festival 2014

Das Highfield-Festival ist ein seit 1998 jährlich stattfindendes Musikfestival. Seit 2010 findet es am Störmthaler See bei Großpösna im Landkreis Leipzig statt. Zuvor fand es am Stausee Hohenfelden (südlich von Erfurt) statt; vom Ortsnamen Hohenfelden leitet sich der Name des Festivals ab (englisch high field = hohes Feld).
Das Festival hat sich seit 1998 als wichtigstes Indie-Rock-Festival in Ostdeutschland etabliert.

## Geschichte
Seit der ersten Austragung stiegen die Besucherzahlen kontinuierlich von 10.000 auf fast 25.000 im Jahr 2006. Veranstalter sind FKP Scorpio, die viele große Festivals im deutschsprachigen Raum ausrichten, sowie Semmel Concerts, die besonders in Bayern, Berlin und Ostdeutschland aktiv sind. 2008 war das Festival mit 25.000 Besuchern erstmals ausverkauft. Im September 2008 wurde bekannt, dass das Festival ab 2010 nicht mehr am Stausee stattfindet, weil es Probleme mit der Verschmutzung der für das Campen und Parken benutzten Felder sowie Störungen des normalen Betriebs des Stauseegeländes gab.
Als „Schwesterfestival“ hatte sich 2005–2012 das Area4-Festival in Westdeutschland etabliert, welches 2012 zum letzten Mal stattfand (in Lüdinghausen). Ein großer Anteil der Musikgruppen, die beim Highfield-Festival auftraten, spielten auch auf dem Area4-Festival, das traditionsgemäß über dasselbe Wochenende stattfand.
Im Jahr 2016 wurde die Kapazität auf 35.000 Teilnehmer erhöht, wofür die Park- und Zeltplatzflächen am Störmthaler See entsprechend vergrößert wurden. Das Festival war trotz erhöhter Kapazität ausverkauft.
Im Jahr 2020 wurde das Festival erstmals auf Grund behördlicher Anordnung abgesagt. Hintergrund waren die Maßnahmen zur Eindämmung der COVID-19-Pandemie in Deutschland und dem damit einhergehenden Verbot von Großveranstaltungen bis 31. August 2020 gemäß Maßnahmenpaket vom 15. April 2020.
2024 musste das Festival für rund zwei Stunden unterbrochen werden, nachdem in einer Gondel des Riesenrads ein Feuer ausgebrochen war. Dabei kam es zu mehreren Verletzten.
| Datum               | Künstler | Künstler | Veranstaltungsort | Besucher             |  |
| ------------------- | --- | --- | ----------------- | -------------------- |  |
| 20.–21. Juni 1998   | u. a. Anger 77, Eat No Fish, Bell Book & Candle, Fast Food Cannibals, Chumbawamba, Crazy Court Jester, Cucumber Men, Del Amitri, Draei, Fury in the Slaughterhouse, Guano Apes, Iggy Pop, J.B.O., Megaherz, Phillip Boa, Primus, Rainbirds, Santana, Stoned Fish, Subway to Sally, Such a Surge, The Bates, The Inchtabokatables, Two, Veljanov, Vivid                          | u. a. Anger 77, Eat No Fish, Bell Book & Candle, Fast Food Cannibals, Chumbawamba, Crazy Court Jester, Cucumber Men, Del Amitri, Draei, Fury in the Slaughterhouse, Guano Apes, Iggy Pop, J.B.O., Megaherz, Phillip Boa, Primus, Rainbirds, Santana, Stoned Fish, Subway to Sally, Such a Surge, The Bates, The Inchtabokatables, Two, Veljanov, Vivid | Hohenfelden       | 10.000               |  |
| 10.–11. Juni 1999   | u. a. Die Fantastischen Vier (Headliner), Liquido, Knorkator, Bananafishbones, SCYCS, Element of Crime, Paradise Lost, In Extremo, Garbage, HIM, Guano Apes, Letzte Instanz, Tito & Tarantula | u. a. Die Fantastischen Vier (Headliner), Liquido, Knorkator, Bananafishbones, SCYCS, Element of Crime, Paradise Lost, In Extremo, Garbage, HIM, Guano Apes, Letzte Instanz, Tito & Tarantula | Hohenfelden       | 15.000               |  |
| 18.–20. August 2000 | Headliner | The Inchtabokatables, Guano Apes, HIM | Hohenfelden       | 18.000               |  |
| 18.–20. August 2000 | Außerdem u. a. | Limp Bizkit, blink-182, Reamonn, Placebo, Beck, Tocotronic, Blumentopf, Freundeskreis, Gentleman, Zeromancer | Hohenfelden       | 18.000               |  |
| 17.–19. August 2001 | Headliner | Die Ärzte, Papa Roach, Stone Temple Pilots | Hohenfelden       | 20.000               |  |
| 17.–19. August 2001 | Außerdem u. a. | Green Day, Thomas D, Xzibit, Alien Ant Farm, Nickelback, Stone Temple Pilots, Calico Soul, Emil Bulls | Hohenfelden       | 20.000               |  |
| 16.–18. August 2002 | Headliner | Korn, Incubus, Faithless | Hohenfelden       | 20.000               |  |
| 16.–18. August 2002 | Außerdem u. a. | In Extremo, Muse, Farin Urlaub, Puddle of Mudd, Faithless, Jimmy Eat World, Son Goku | Hohenfelden       | 20.000               |  |
| 15.–17. August 2003 | u. a. Placebo, Nightwish, Die Happy, Tomte, Caesars, Apocalyptica, Slut, Letzte Instanz, Within Temptation, HIM, Sportfreunde Stiller, Paradise Lost, Pinkostar, Cultured Pearls, The Rasmus, Seeed | u. a. Placebo, Nightwish, Die Happy, Tomte, Caesars, Apocalyptica, Slut, Letzte Instanz, Within Temptation, HIM, Sportfreunde Stiller, Paradise Lost, Pinkostar, Cultured Pearls, The Rasmus, Seeed | Hohenfelden       | 22.000               |  |
| 13.–15. August 2004 | Headliner | Die Ärzte, Wolfsheim, Wir sind Helden | Hohenfelden       | 24.000               |  |
| 13.–15. August 2004 | Außerdem u. a. | Apocalyptica, Ash, Beatsteaks, Color for Fire, Delays, Donots, Die Fantastischen Vier, Fettes Brot, In Extremo, Keane, Kettcar, Kings of Leon, L’Âme Immortelle, Mark Lanegan, Mondo Generator, Moneybrother, Oomph!, Sarah Bettens, Snow Patrol, Soulwax, The Darkness, The Offspring, Sportfreunde Stiller (unter dem Namen Travelling Wilburlis), Velvet Revolver, Whyte Seeds, Zeraphine | Hohenfelden       | 24.000               |  |
| 19.–21. August 2005 | u. a. Alkaline Trio, Coheed and Cambria, Dropkick Murphys, EL*KE, Farin Urlaub, Foo Fighters, Fort Minor, Gåte, Good Charlotte, H-Blockx, Hot Hot Heat, Incubus, Madsen, McQueen, Pixies, Queens of the Stone Age, Revolverheld, Silbermond, Skindred, Social Distortion, Subway to Sally, The Birthday Massacre, The Blood Brothers, The Futureheads, The Hives, Tomte, Weezer | u. a. Alkaline Trio, Coheed and Cambria, Dropkick Murphys, EL*KE, Farin Urlaub, Foo Fighters, Fort Minor, Gåte, Good Charlotte, H-Blockx, Hot Hot Heat, Incubus, Madsen, McQueen, Pixies, Queens of the Stone Age, Revolverheld, Silbermond, Skindred, Social Distortion, Subway to Sally, The Birthday Massacre, The Blood Brothers, The Futureheads, The Hives, Tomte, Weezer | Hohenfelden       | 20.000               |  |
| 17.–19. August 2006 | Headliner | Massive Attack, Beatsteaks, Wir sind Helden | Hohenfelden       | 20.000               |  |
| 17.–19. August 2006 | Außerdem u. a. | Broken Social Scene, CKY, Clueso & Band, Coheed and Cambria, Danko Jones, Eagles of Death Metal, Fettes Brot, Gentleman & Far East Band, Goldenhorse, Jenix, Kaiser Chiefs, Kettcar, Less Than Jake, Mando Diao, Nada Surf, Panic! at the Disco, Revolverheld, Seeed, Sportfreunde Stiller, The Dresden Dolls, The Futureheads, The Marble Index, Trashmonkeys, TV on the Radio, Virginia Jetzt!, The Weakerthans, Wolfmother, ZOX | Hohenfelden       | 20.000               |  |
| 17.–19. August 2007 | Headliner | Kaiser Chiefs, Billy Talent, Silverchair | Hohenfelden       | 25.000               |  |
| 17.–19. August 2007 | Außerdem u. a. | Mia, Eagles of Death Metal, … And You Will Know Us by the Trail of Dead, Tocotronic, Interpol, Jimmy Eat World, Funeral for a Friend, Millencolin, Brand New, Moneybrother, Blackmail, Fall Out Boy, The Sounds, Hellogoodbye, The Datsuns, Chris Cornell, Enter Shikari, Tegan and Sara, The Enemy, Silversun Pickups, Sparta, Anajo, Biffy Clyro | Hohenfelden       | 25.000               |  |
| 15.–17. August 2008 | Headliner | Die Ärzte, The Killers, Beatsteaks | Hohenfelden       | 25.000 (ausverkauft) |  |
| 15.–17. August 2008 | Außerdem u. a. | Bloc Party, The Hives, Sportfreunde Stiller, Dropkick Murphys, Serj Tankian, Kettcar, Flogging Molly, Plain White T’s, The (International) Noise Conspiracy, Madsen, Tocotronic, Gogol Bordello, The Dresden Dolls, The Subways, Less Than Jake, Thrice, The Bones, Henry Rollins, Kaizers Orchestra, Gutter Twins, MxPx, We Are Scientists, Mindless Self Indulgence, Slut, State Radio, Louis XIV, Samavayo, Red Light Company, Year-Long Disaster, Jennifer Rostock, Yeasayer, HiFi Handgrenades, Blood Red Shoes | Hohenfelden       | 25.000 (ausverkauft) |  |
| 21.–23. August 2009 | Headliner | Die Toten Hosen, Arctic Monkeys, Faith No More | Hohenfelden       | 25.000 (ausverkauft) |  |
| 21.–23. August 2009 | Außerdem u. a. | AFI, Apocalyptica, Auletta, Baddies, Blitzen Trapper, Bombay Bicycle Club, Clueso, Deftones, Dendemann, Farin Urlaub Racing Team, Get Well Soon, Katzenjammer, Ken, Maxïmo Park, Metric, Neimo, Ohrbooten, Panteón Rococó, Patrick Wolf, Port O’Brien, Rise Against, Riverboat Gamblers, Selig, Shantel & Bucovina Orkestar, Spinnerette, The Maccabees, The Offspring, The Temper Trap, The Wombats, Tomte, Turbostaat, Twin Atlantic, Twisted Wheel, Vampire Weekend, Veto, Wilco, Wir (Beck’s Gewinnerband), Zebrahead, Samavayo | Hohenfelden       | 25.000 (ausverkauft) |  |
| 20.–22. August 2010 | Headliner | Placebo, blink-182, Billy Talent | Störmthaler See   | 22.000               |  |
| 20.–22. August 2010 | Außerdem u. a. | All Time Low, Archive, Bela B y Los Helmstedt, Biffy Clyro, Black Rebel Motorcycle Club, Broilers, Band of Horses, Comeback Kid, Danko Jones, Dúné, Expatriate, Fettes Brot, Fotos, Frank Turner, General Fiasco, Gogol Bordello, Goldhawks, Good Shoes, Herrenmagazin, Jennifer Rostock, Jupiter Jones, Kap Bambino, Karamelo Santo, Mad Caddies, Madsen, Melissa Auf der Maur, Millencolin, Minus the Bear, Monster Magnet, NOFX, OK Go, Parkway Drive, Revolverheld, Skindred, State Radio, Tame Impala, The 69 Eyes, The Asteroids Galaxy Tour, The Drums, The Gaslight Anthem, The Sounds, Thrice, Unheilig, Wir sind Helden, WIZO                                                         | Störmthaler See   | 22.000               |  |
| 19.–21. August 2011 | Headliner | Foo Fighters, Thirty Seconds to Mars, Seeed | Störmthaler See   | 25.000               |  |
| 19.–21. August 2011 | Außerdem u. a. | Airship, Annasaid, Blood Red Shoes, Blumentopf, Boysetsfire, Cherri Bomb, Cults, Deftones, Dendemann, Disco Ensemble, Donots, Dropkick Murphys, Face to Face, Flogging Molly, Hoffmaestro, Hot Water Music, Interpol, Jimmy Eat World, Kakkmaddafakka, Karnivool, Katzenjammer, Mona, No Use for a Name, Odd Future Wolf Gang Kill Them All, Panic! at the Disco, Panteón Rococó, Rise Against, Rival Schools, Royal Republic, Skindred, Skunk Anansie, The Bouncing Souls, The Bronx, The Kooks, The Menzingers, The Mighty Mighty Bosstones, The National, Thees Uhlmann & Band, Turbostaat, Tusq, Twin Atlantic, Underoath, Veara, White Lies, Yellowcard, Zebrahead                         | Störmthaler See   | 25.000               |  |
| 17.–19. August 2012 | Headliner | Beatsteaks, Placebo, Sportfreunde Stiller | Störmthaler See   | 20.000               |  |
| 17.–19. August 2012 | Außerdem u. a. | Adolar, A Wilhelm Scream, Agnostic Front, Alberta Cross, Baroness, Bonaparte, Bosse, Broilers, Bullet for My Valentine, Casper, Darkest Hour, Dispatch, Eagles of Death Metal, Every Time I Die, Frittenbude, Good Riddance, H-Blockx, Jupiter Jones, K.I.Z, Kettcar, Kilians, Kraftklub, Kvelertak, LaBrassBanda, Mark Lanegan & Band, Me First and the Gimme Gimmes, Polar Bear Club, Refused, Saves the Day, Social Distortion, The Black Keys, The Bots, The Crookes, The Gaslight Anthem, The Maccabees, The Shins, The Subways, The Wombats, Touché Amoré, Veto, We Are the Ocean, White Rabbits, Within Temptation                                                                       | Störmthaler See   | 20.000               |  |
| 16.–18. August 2013 | Headliner | Die Ärzte, Billy Talent, Deichkind | Störmthaler See   | 23.000               |  |
| 16.–18. August 2013 | Außerdem u. a. | Bat for Lashes, Bad Religion, Callejon, Frida Gold, Hawk Eyes, Hoffmaestro, Left Boy, Maxïmo Park, Pennywise, Prinz Pi, SDP, Silbermond, Skindred, tba., The Bronx, The Drowning Man, The Lumineers, The Parov Stelar Band, Tocotronic, We Came as Romans, Alkaline Trio, Cro, Disco Ensemble, Feine Sahne Fischfilet, Flogging Molly, Heaven Shall Burn, In the Valley Below, Irie Révoltés, Jennifer Rostock, Mad Caddies, Madsen, Monsters of Liedermaching, NOFX, Royal Republic, The Gaslight Anthem, Thees Uhlmann, Triggerfinger, Zebrahead | Störmthaler See   | 23.000               |  |
| 15.–17. August 2014 | Headliner | Macklemore & Ryan Lewis, Beatsteaks, Queens of the Stone Age, Blink-182, Placebo | Störmthaler See   | 25.000 (ausverkauft) |  |
| 15.–17. August 2014 | Außerdem u. a. | Fettes Brot, Bosse, Jimmy Eat World, Fünf Sterne deluxe, Converge, Frank Turner & The Sleeping Souls, Revolverheld, Jupiter Jones, Turbostaat, Pascow | Störmthaler See   | 25.000 (ausverkauft) |  |
| 14.–16. August 2015 | Headliner | Dropkick Murphys, Interpol, Marteria | Störmthaler See   | 25.000 (ausverkauft) |  |
| 14.–16. August 2015 | Außerdem u. a. | Broilers, Clueso, Congoroo, Flogging Molly, The Gaslight Anthem, The Kooks, The Offspring, 257ers, Adam Angst, Against Me!, Alligatoah, Apologies, I Have None, Bilderbuch, Danko Jones, Donots, Feine Sahne Fischfilet, Frittenbude, Irie Révoltés, Madsen, Marcus Wiebusch, Millencolin, Obey the Brave, Panteón Rococó, Prinz Pi, Rob Lynch, SDP, The Menzingers, The Wombats, ZSK, K.I.Z, The Subways | Störmthaler See   | 25.000 (ausverkauft) |  |
| 19.–21. August 2016 | Headliner | Rammstein, Deichkind, Limp Bizkit | Störmthaler See   | 35.000 (ausverkauft) |  |
| 19.–21. August 2016 | Außerdem u. a. | AnnenMayKantereit, Scooter, Skunk Anansie, NOFX, Heaven Shall Burn, Wolfmother, Bloc Party, Blumentopf, Madsen, Airbourne, Sum 41, Fünf Sterne deluxe, Royal Republic, Eagles of Death Metal, Olli Schulz, Genetikk, Bonaparte, Joris, Kontra K | Störmthaler See   | 35.000 (ausverkauft) |  |
| 18.–20. August 2017 | Headliner | Biffy Clyro, Casper (Rapper), Die Toten Hosen | Störmthaler See   | 35.000 (ausverkauft) |  |
| 18.–20. August 2017 | Außerdem u. a. | Beginner, Bonez MC, Donots, Fatoni, Feine Sahne Fischfilet, Frittenbude, Irie Révoltés, Kraftklub, Milliarden, Montreal, Neonschwarz, RAF Camora, SSIO, Silbermond, The Offspring, Thees Uhlmann, Tonbandgerät, Zebrahead Anmerkung: Das Festival wurde am ersten Tag wegen Gewitter unterbrochen, weshalb die Auftritte der Bands 257ers, Clueso, Alligatoah und Billy Talent ausfielen. | Störmthaler See   | 35.000 (ausverkauft) |  |
| 17.–19. August 2018 | Headliner | Billy Talent, Broilers, Die Fantastischen Vier, Marteria | Störmthaler See   | 35.000 (ausverkauft) |  |
| 17.–19. August 2018 | Außerdem u. a. | 257ers, 8kids, Adam Angst, Alex Mofa Gang, Alligatoah, Antilopen Gang, Bausa, Bilderbuch, Bosse, Clueso, Dendemann, Donots, Dropkick Murphys, Editors, Fjørt, Flogging Molly, Fünf Sterne deluxe, Gloria, Gogol Bordello, Itchy, Kaputto & Concorde, Kettcar, Kontra K, Madsen, Mando Diao, Massendefekt, Maxïmo Park, Parov Stelar, Prinz Pi, Radio Havanna, Razz, Sondaschule, Swiss und die Andern, The Hives, The Subways, The Wombats, Thunderpussy, ZSK, Zugezogen Maskulin | Störmthaler See   | 35.000 (ausverkauft) |  |
| 16.–18. August 2019 | Headliner | Thirty Seconds to Mars | Störmthaler See   | 30.000               |  |
| 16.–18. August 2019 | Außerdem u. a. | Jan Delay & Disko No 1, AnnenMayKantereit, The Offspring, Fettes Brot, Cro, Frank Turner & The Sleeping Souls, Enter Shikari, Danko Jones, Skindred, Faber, Ufo361, Die Orsons, Muff Potter, OK Kid, Yung Hurn, Nothing but Thieves, Talco, Mayday Parade, Montreal, Sookee, Monsters of Liedermaching, The Story So Far, Trettmann, Bonez MC & RAF Camora, Blackout Problems, Rogers, Kmpfsprt, Alex Mofa Gang, Feine Sahne Fischfilet | Störmthaler See   | 30.000               |  |
| 19.–21. August 2022 | Headliner | Deichkind, Broilers, Kraftklub | Störmthaler See   | 35.000 (ausverkauft) |  |
| 19.–21. August 2022 | Außerdem u. a. | Casper, Bring Me the Horizon, Kontra K, AnnenMayKantereit, Clueso, Sido, Kummer, Madsen, Bosse, Electric Callboy, Giant Rooks, Donots, Leoniden, Juju, Wanda, Callejon, Ferdinand fka Left Boy, Antilopen Gang, Frittenbude, Montreal, Grossstadtgeflüster, Nura, You Me at Six, Betontod, Joris, Lagwagon, Moop Mama, Sondaschule, Maeckes & die Katastrophen, Zebrahead, The Hunna, Provinz, Neonschwarz, Akne Kid Joe, 100 Kilo Herz, Schmyt, Kafvka, Cleopatrick | Störmthaler See   | 35.000 (ausverkauft) |  |
| 18.–20. August 2023 | Headliner | K.I.Z, Die Ärzte, Marteria | Störmthaler See   | ca. 35.000           |  |
| 18.–20. August 2023 | Außerdem u. a. | RIN, SDP, Beatsteaks, Drei Meter Feldweg, Dropkick Murphys, Giant Rooks, TYNA, Heaven Shall Burn, Von Wegen Lisbeth, Tokio Hotel, BHZ, Yaenniver, Pennywise, Paula Hartmann, Blond, Enter Shikari, Großstadtgeflüster, Querbeat, Bilbao, Kaffkiez | Störmthaler See   | ca. 35.000           |  |
| 16.–18. August 2024 | Headliner | Peter Fox, Alligatoah, Provinz, Rise Against, Cro, Macklemore, Marsimoto | Störmthaler See   | ca. 30.000           |  |
| 16.–18. August 2024 | Außerdem u. a. | Donots, Trettmann, Makko, Betterov, Montreal, Akne Kid Joe, Schmutzki, Antje Schomaker, Tränen, Mele, Bierbabes, The Kooks, Ski Aggu, Feine Sahne Fischfilet, Jeremias, Antilopen Gang, Ennio, Panteón Rococó, Heisskalt, Fjørt, Blackout Problems, Domiziana, Milliarden, Deine Cousine, Wa22ermann, Engst, Mando Diao, Bosse, Flogging Molly, Olli Schulz, Bukahara, Soho Bani, Nico Santos, Rogers, Less Than Jake, Dilla, Shitney Beers, ok.danke.tschüss, Aaron Anmerkung: Das Festival wurde am zweiten Tag wegen eines Brandes für etwa zwei Stunden unterbrochen, deshalb entfiel der Auftritt der Band The Kooks, welche aber zwei Songs während des Konzerts von Cro spielen durften. | Störmthaler See   | ca. 30.000           |  |